# Wilhelmus Mathias Cornelius Klijn
Wilhelmus Mathias Cornelius Klijn (Hedikhuizen, 31 augustus 1904 – Arnhem, 17 mei 1979) was een Nederlands politicus.
Hij werd geboren als zoon van Cornelis Josephus Klijn (1870-1917, gemeentesecretaris) en
Wilhelmina Antonetta van Beek (1873-1921). Hij was administratief ambtenaar ter secretarie bij de gemeente Buitenzorg (Nederlands-Indië) voor hij in 1929 benoemd werd tot gemeentesecretaris van Pekalongan. In 1935 keerde hij terug naar Nederland waar hij als commies ging werken bij de provinciale griffie van Noord-Brabant. Van 1942 tot 1943 was Klijn waarnemend burgemeester van Boxmeer waarna die gemeente een NSB-burgemeester kreeg. In 1946 volgde zijn benoeming tot burgemeester van Elst. Begin 1967 werd hem vanwege gezondheidsproblemen op eigen verzoek ontslag verleend. Klijn overleed in 1979 op 74-jarige leeftijd.